# Anabela Bukva
Anabela Bukva (Goražde, 26. siječnja 1975.), bosanskohercegovačka i srpska pop-folk pjevačica.
Djetinjstvo je provela u Bosni i Hercegovini. Tijekom rata u BiH, dolazi u Beograd, gdje se upisuje u plesnu školu koju je vodio njen bivši muž Gagi Djogani. Godine 1993. postala je članica i vokal grupe Funky G. S Gagijem Djoganijem ima 2 kćeri, Lunu Djogani i Ninu Djogani. Gagi i Anabela su u braku bili 14 god. Godine 2010. razvodi se od Gagija. Godine 2013. dobiva kćer Blankicu, s poznatim biznismenom Andrejom Atijasom. Kćer Luna 2018. ulazi u Reality show Zadruga, te 2020. ulazi i sama Anabela, gdje je sklona sukobima s bivšim mužem Gagijem, koji je također u reality showu te Lunom i njezinim parterom. Anabela je u Zadruzi 3 osvojila 4. mjesto.

### Funky G
U bendu je bila od 1994. do 2009. godine. Izdali su 7 albuma. Nakon Anabele kao glavni vokal dolazi Ana Rich, a nakon Ane dolazi kao zadnja pjevačica benda Marina Uzelac.

## Pjesme
- 1980. Sayonara
- 1981. Kakao i Aroma Kokosa
- 1982. Hitna pomoc
- 1983. Pozovi me na broj s ekrana
- 1985. Rijeka
- 1995. Žena ratnik
- 1999. Drugu si hteo
- 1999. Dala bi ti sve
- 1999. Žao mi je,žao
- 2000. Regijonal
- 2003. Fatalan
- 2003. Ne pravi se lud
- 2003. Ja imam nekog ft. Deen
- 2008. Kafana na balkanu
- 2009. Biće mi teško
- 2010. Piće za drugare
- 2013. Robinja
- 2013. Napraviću lom
- 2013. Sto ratova ft. Mia
- 2013. U tvojim kolima ft. Juice
- 2014. Muzej promašenih ljubavi
- 2015. Noćna patrola
- 2015. Preventiva ft. Boban Rajović
- 2015. Noćna patrola
- 2016. Emotivno labilna
- 2016. Bidermajer ft. Luna
- 2017. Zabranjeno
- 2018. Vila vještica